# 內惟赤龍宮
內惟赤龍宮，位於台灣高雄市鼓山區內惟路379巷6號，主祀清水祖師。

## 歷史
民國56年（公元1967年），善信王昭和，前往台南赤山龍湖巖，接奉觀音佛祖和清水祖師到自宅安座，因威靈顯赫，
遂聚議成立赤龍宮，民國67年（公元1978年）開始興建廟宇，民國71年（公元1982年）竣工落成。

## 祀神
內惟赤龍宮主祀清水祖師，配祀觀音佛祖、福德正神、註生娘娘。

## 外部連結
- 內惟赤龍宮 facebook
- 龍湖岩傳香:高雄鼓山內惟赤龍宮-微廟網-專業廟會微電影紀錄影片拍攝 （页面存档备份，存于）